# Eurovisiesongfestival 2021

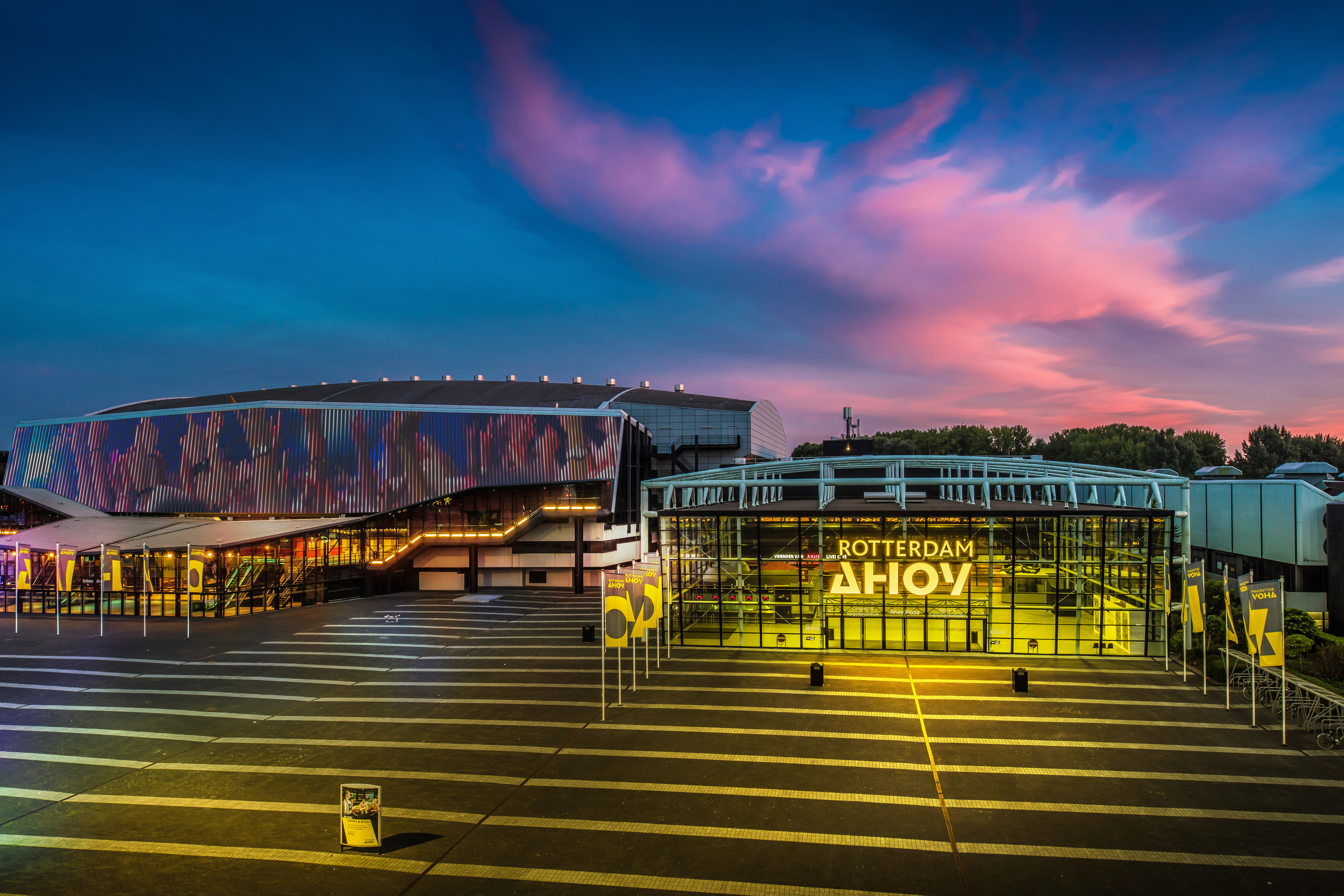
Rotterdam Ahoy, de gastlocatie

Het Eurovisiesongfestival 2021 was de 65e editie van het Eurovisiesongfestival en werd gehouden op 18, 20 en 22 mei 2021. De Italiaanse groep Måneskin werd winnaar met het nummer Zitti e buoni.
Voor de editie van 2020 werd Nederland aangewezen als gastland, nadat Duncan Laurence het festival van 2019 won met Arcade. Deze editie werd echter afgelast vanwege de dat jaar uitgebroken COVID-19-pandemie. Voor het festival van 2021 werd Rotterdam opnieuw aangewezen als gaststad. Hoofdproducent was opnieuw Sietse Bakker.

## Formule
Net zoals in voorgaande jaren waren er twee halve finales en een finale. Uit elke halve finale kwalificeerden tien landen zich voor de finale.
De halve finales vonden plaats op de dinsdag en donderdag voorafgaand aan de finale die traditioneel op een zaterdag werd gehouden. Voor de halve finales werden 18 en 20 mei uitgekozen en 22 mei voor de finale. Deze drie werden rechtstreeks op de televisie en via internet uitgezonden. Zowel de halve finales als de finale werden deels beoordeeld door de vakjury en deels door het publiek thuis via televoting. De vakjury’s deelden op 17, 19 en 21 mei de punten uit aan de finalisten, waarbij er geen punten aan het eigen land gegeven mochten worden. Hiervoor traden de deelnemers deze dagen buiten het zicht van de tv-camera's apart op. Het publiek thuis stemde tijdens de uitzendingen via telefoon, sms en de Eurovision-app. Hiervoor kreeg het publiek na het laatste optreden 15 minuten de tijd.
De zogenoemde Grote Vijf, bestaande uit Duitsland, Frankrijk, Italië, Spanje en het Verenigd Koninkrijk, en gastland Nederland plaatsten zich rechtstreeks voor de finale.
Na de afgelasting van het festival van 2020 kozen veel landen ervoor om dezelfde artiest(en) te sturen. Deze moesten evenwel met een nieuw nummer komen.

### Presentatoren
Presentatrice en voormalig musicalactrice Chantal Janzen, zanger en presentator Jan Smit en zangeres Edsilia Rombley waren reeds gekozen als presentatoren voor het Eurovisiesongfestival 2020. Laatstgenoemde kwam voor Nederland uit op het Eurovisiesongfestival in 1998 en 2007. Beauty-vlogger Nikkie de Jager was in 2020 aangewezen als presentatrice van de online content. Bij de editie van 2021 werd De Jager tv-presentator, waardoor een vierkoppig team de shows aan elkaar praatte. De online content werd verzorgd door De Jager en de Finse zangeres Krista Siegfrids. Ook Koos van Plateringen, Hila Noorzai, Samya Hafsaoui en Rutger Vink waren actief op het Eurovisiesongfestival 2021. Koos van Plateringen presenteerde zowel de persconferenties op locatie als de News Updates voor het Online Press Centre samen met Hila Noorzai en Samya Hafsaoui, die ook de functie van online host voor de Nederlandse kanalen van het Eurovisiesongfestival op zich namen. Ook Rutger Vink ging aan de slag als online host.

### Publiek
Er was lange tijd onduidelijkheid over het aantal toeschouwers. Het organisatiecomité gaf vier scenario's. Elke variant hield rekening met verschillende gradaties van maatregelen om de verspreiding van COVID-19 te voorkomen. De scenario's varieerden van een normaal festival met volle bezoekerscapaciteit tot een zonder publiek.
Op 1 april 2021 maakte de EBU bekend dat het Eurovisiesongfestival 2021 zou doorgaan met de helft van het vooropgestelde publiek. Het Nederlandse kabinet besloot om het Eurovisiesongfestival te selecteren als een testevenement, een praktijktest om te onderzoeken hoe grote evenementen op een veilige manier kunnen plaatsvinden met publiek erbij. Bij alle negen shows, zes repetities, twee halve finales en de finale, konden per keer maximaal 3500 mensen aanwezig zijn. Die moesten eerst een negatieve coronatestuitslag overleggen alvorens binnen te mogen. Het aantal, 3500 mensen per show, is ongeveer de helft van het aantal dat in 2020 per show werd verwacht. Voorwaarde was dat het aantal landelijke coronabesmettingen niet te slecht werd.
Er was vanwege de coronapandemie geen Eurovisiedorp op de Binnenrotte. In plaats daarvan was het Eurovisiedorp alleen digitaal te bezoeken via de website van het Songfestival.

### Loting halve finales
Na de afgelasting in 2020 koos de EBU ervoor om de indeling van de halve finales van 2020 te behouden. Landen die in het verleden vaak op elkaar stemden werden in dezelfde pot geplaatst. Anders dan in de meeste voorgaande jaren waren er dit jaar slechts vijf potten. Uit elke pot gingen drie of vier landen naar de eerste halve finale op 18 mei en de rest naar de tweede halve finale op 20 mei. Ook werd bepaald in welke helft van de halve finale elk land zou optreden en in welke halve finale elk van de zes rechtstreeks gekwalificeerde landen ging stemmen. De definitieve startvolgorde van de drie shows werd niet geloot, maar aan de producent overgelaten.
| Pot 1                                                                                | Pot 2                                                                       | Pot 3                                                                            | Pot 4                                                                         | Pot 5                                                               |
| ------------------------------------------------------------------------------------ | --------------------------------------------------------------------------- | -------------------------------------------------------------------------------- | ----------------------------------------------------------------------------- | ------------------------------------------------------------------- |
| - Albanië - Kroatië - Noord-Macedonië - Oostenrijk - Servië - Slovenië - Zwitserland | - Australië - Denemarken - Estland - Finland - IJsland - Noorwegen - Zweden | - Armenië - Azerbeidzjan - Georgië - Moldavië - Oekraïne - Rusland - Wit-Rusland | - Bulgarije - Cyprus - Griekenland - Malta - Portugal - Roemenië - San Marino | - België - Ierland - Israël - Letland - Litouwen - Polen - Tsjechië |

## Uitslagen

### Eerste halve finale
Duitsland, Italië en Nederland stemden mee in deze eerste halve finale. De deelnemers in een groene tabel kwalificeerden zich voor de finale. Montaigne was niet naar Rotterdam afgereisd vanwege de reisbeperking die de Australische regering had opgelegd vanwege de COVID-19-pandemie. Haar bijdrage was reeds eerder opgenomen in haar thuisland.
| Plaats | Land            | Artiest            | Lied            | Taal                | Jury | Publiek | Totaal |
| ------ | --------------- | ------------------ | --------------- | ------------------- | ---- | ------- | ------ |
| 1      | Malta           | Destiny Chukunyere | Je me casse     | Engels              | 174  | 151     | 325    |
| 2      | Oekraïne        | Go_A               | Sjoem           | Oekraïens           | 103  | 164     | 267    |
| 3      | Rusland         | Manizja            | Russian woman   | Russisch en Engels  | 117  | 108     | 225    |
| 4      | Litouwen        | The Roop           | Discoteque      | Engels              | 66   | 137     | 203    |
| 5      | Israël          | Eden Alene         | Set me free     | Engels en Hebreeuws | 99   | 93      | 192    |
| 6      | Cyprus          | Elena Tsagrinou    | El Diablo       | Engels              | 92   | 78      | 170    |
| 7      | Zweden          | Tusse              | Voices          | Engels              | 91   | 51      | 142    |
| 8      | Azerbeidzjan    | Efendi             | Mata Hari       | Engels              | 47   | 91      | 138    |
| 9      | België          | Hooverphonic       | The wrong place | Engels              | 70   | 47      | 117    |
| 10     | Noorwegen       | TIX                | Fallen angel    | Engels              | 38   | 77      | 115    |
| 11     | Kroatië         | Albina             | Tick-tock       | Engels en Kroatisch | 57   | 53      | 110    |
| 12     | Roemenië        | ROXEN              | Amnesia         | Engels              | 58   | 27      | 85     |
| 13     | Slovenië        | Ana Soklič         | Amen            | Engels              | 36   | 8       | 44     |
| 14     | Australië       | Montaigne          | Technicolour    | Engels              | 26   | 2       | 28     |
| 15     | Noord-Macedonië | Vasil              | Here I stand    | Engels              | 12   | 11      | 23     |
| 16     | Ierland         | Lesley Roy         | Maps            | Engels              | 16   | 4       | 20     |

### Tweede halve finale
Frankrijk, Spanje en het Verenigd Koninkrijk stemden mee in deze tweede halve finale. De deelnemers in een groene tabel plaatsten zich voor de finale. Daði & Gagnamagnið trad niet live op omdat een van de bandleden positief was getest op COVID-19. In plaats daarvan werden beelden van de repetities getoond.
| Plaats | Land        | Artiest               | Lied                      | Taal     | Jury | Publiek | Totaal |
| ------ | ----------- | --------------------- | ------------------------- | -------- | ---- | ------- | ------ |
| 1      | Zwitserland | Gjon's Tears          | Tout l'Univers            | Frans    | 156  | 135     | 291    |
| 2      | IJsland     | Daði & Gagnamagnið    | 10 years                  | Engels   | 140  | 148     | 288    |
| 3      | Bulgarije   | VICTORIA              | Growing up is getting old | Engels   | 149  | 101     | 250    |
| 4      | Portugal    | The Black Mamba       | Love is on my side        | Engels   | 128  | 111     | 239    |
| 5      | Finland     | Blind Channel         | Dark side                 | Engels   | 84   | 150     | 234    |
| 6      | Griekenland | Stefania              | Last dance                | Engels   | 104  | 80      | 184    |
| 7      | Moldavië    | Natalia Gordienko     | Sugar                     | Engels   | 56   | 123     | 179    |
| 8      | Servië      | Hurricane             | Loco loco                 | Servisch | 56   | 68      | 124    |
| 9      | San Marino  | Senhit feat. Flo Rida | Adrenalina                | Engels   | 76   | 42      | 118    |
| 10     | Albanië     | Anxhela Peristeri     | Karma                     | Albanees | 74   | 38      | 112    |
| 11     | Denemarken  | Fyr & Flamme          | Øve os på hinanden        | Deens    | 9    | 80      | 89     |
| 12     | Oostenrijk  | Vincent Bueno         | Amen                      | Engels   | 53   | 13      | 66     |
| 13     | Estland     | Uku Suviste           | The lucky one             | Engels   | 29   | 29      | 58     |
| 14     | Polen       | Rafał                 | The ride                  | Engels   | 18   | 17      | 35     |
| 15     | Tsjechië    | Benny Cristo          | Omaga                     | Engels   | 23   | 0       | 23     |
| 16     | Georgië     | Tornike Kipiani       | You                       | Engels   | 1    | 15      | 16     |
| 17     | Letland     | Samanta Tīna          | The Moon is rising        | Engels   | 4    | 10      | 14     |

### Finale
De finale werd gewonnen door de rockgroep Måneskin uit Italië. Het was voor het eerst sinds 2010 dat een lid van de Grote Vijf het festival wist te winnen, en de eerste Italiaanse overwinning sinds 1990. Het IJslandse Daði & Gagnamagnið trad niet live op omdat een van de bandleden positief was getest op COVID-19. In plaats daarvan werden beelden van de repetities getoond. Ook Duncan Laurence, de winnaar van het Eurovisiesongfestival van 2019, was positief getest en kon niet live optreden. Ook van hem werden beelden van de repetities getoond. Ook kon hij hierdoor de punten van Nederlandse vakjury niet uitdelen en de trofee niet uitreiken. Romy Monteiro deelde de punten van de Nederlandse vakjury uit en de presentatoren reikten de trofee voor hem uit.
Er waren in Nederland problemen met de telefoonstemmen per sms. Wegens een storing bij een telefoonprovider werden sms-stemmen pas uren na het sluiten van de lijnen doorgestuurd naar de EBU. Dit begon op te vallen toen diverse berichten op internet verschenen dat de EBU de stemmen rond 04:00 ontvangen had en automatische berichten uitstuurde dat de stemmen te laat waren ingestuurd. De EBU heeft deze stemmen ongeldig verklaard.
| Plaats | Land                | Artiest               | Lied                      | Taal                  | Jury | Publiek | Totaal |
| ------ | ------------------- | --------------------- | ------------------------- | --------------------- | ---- | ------- | ------ |
| 1      | Italië              | Måneskin              | Zitti e buoni             | Italiaans             | 206  | 318     | 524    |
| 2      | Frankrijk           | Barbara Pravi         | Voilà                     | Frans                 | 248  | 251     | 499    |
| 3      | Zwitserland         | Gjon's Tears          | Tout l'Univers            | Frans                 | 267  | 165     | 432    |
| 4      | IJsland             | Daði & Gagnamagnið    | 10 years                  | Engels                | 198  | 180     | 378    |
| 5      | Oekraïne            | Go_A                  | Sjoem                     | Oekraïens             | 97   | 267     | 364    |
| 6      | Finland             | Blind Channel         | Dark side                 | Engels                | 83   | 218     | 301    |
| 7      | Malta               | Destiny Chukunyere    | Je me casse               | Engels                | 208  | 47      | 255    |
| 8      | Litouwen            | The Roop              | Discoteque                | Engels                | 55   | 165     | 220    |
| 9      | Rusland             | Manizja Sangin        | Russian woman             | Russisch en Engels    | 104  | 100     | 204    |
| 10     | Griekenland         | Stefania Liberakakis  | Last dance                | Engels                | 91   | 79      | 170    |
| 11     | Bulgarije           | VICTORIA              | Growing up is getting old | Engels                | 140  | 30      | 170    |
| 12     | Portugal            | The Black Mamba       | Love is on my side        | Engels                | 126  | 27      | 153    |
| 13     | Moldavië            | Natalia Gordienko     | Sugar                     | Engels                | 53   | 62      | 115    |
| 14     | Zweden              | Tusse                 | Voices                    | Engels                | 46   | 63      | 109    |
| 15     | Servië              | Hurricane             | Loco loco                 | Servisch              | 20   | 82      | 102    |
| 16     | Cyprus              | Elena Tsagrinou       | El Diablo                 | Engels                | 50   | 44      | 94     |
| 17     | Israël              | Eden Alene            | Set me free               | Engels en Hebreeuws   | 73   | 20      | 93     |
| 18     | Noorwegen           | TIX                   | Fallen angel              | Engels                | 15   | 60      | 75     |
| 19     | België              | Hooverphonic          | The wrong place           | Engels                | 71   | 3       | 74     |
| 20     | Azerbeidzjan        | Efendi                | Mata Hari                 | Engels                | 32   | 33      | 65     |
| 21     | Albanië             | Anxhela Peristeri     | Karma                     | Albanees              | 22   | 35      | 57     |
| 22     | San Marino          | Senhit feat. Flo Rida | Adrenalina                | Engels                | 37   | 13      | 50     |
| 23     | Nederland           | Jeangu Macrooy        | Birth of a new age        | Engels en Sranantongo | 11   | 0       | 11     |
| 24     | Spanje              | Blas Cantó            | Voy a quedarme            | Spaans                | 6    | 0       | 6      |
| 25     | Duitsland           | Jendrik               | I don't feel hate         | Engels                | 3    | 0       | 3      |
| 26     | Verenigd Koninkrijk | James Newman          | Embers                    | Engels                | 0    | 0       | 0      |

## Wijzigingen

Deelnemende landen
Landen die zich niet kwalificeerden voor de finale
Landen die in het verleden deelgenomen hebben, maar in 2021 afwezig waren

### Terugtrekkende landen
- Armenië - De Armeense openbare omroep trok zich op 5 maart 2021 terug, omdat het naar eigen zeggen niet in staat was een gedegen kandidaat af te vaardigen. Armenië was reeds ingeloot in de tweede halve finale.
- Wit-Rusland - De Wit-Russische openbare omroep maakte op 9 maart 2021 bekend dat het de band Galasy ZMesta en het nummer Ja nautsjoe tebja zou voordragen als Wit-Russische bijdrage. Al snel ontstond er controverse, daar de tekst van het nummer gezien werd als spottend ten aanzien van de pro-democratische protestbeweging in Wit-Rusland die ontstond na de vermeende vervalsing van de uitslag van de presidentsverkiezingen in de zomer van 2020, waarin president Aleksandr Loekasjenko werd herverkozen. De bandleden van Galasy ZMesta stonden bekend als tegenstanders van de protesten en spraken eerder reeds openlijk hun steun uit voor Loekasjenko. In een reactie gaf de EBU aan dat het nummer de niet-politieke aard van het Eurovisiesongfestival in gevaar bracht. BTRC werd dan ook gevraagd om het lied aan te passen of een ander voor te dragen.[7][8] Een nieuw voorstel werd eveneens niet conform de regels van het festival bevonden. Hierop werd Wit-Rusland gedwongen zich terug te trekken.[9]

## Puntengevers
- Albanië: Andri Xhahu
- Australië: Joel Craesey
- Azerbeidzjan: Ell & Nikki (winnaar Eurovisiesongfestival 2011)
- België: Danira Boukhriss
- Bulgarije: Joanna Dragneva (deelnemer Eurovisiesongfestival 2008)
- Cyprus: Loukas Hamatsos
- Denemarken: Tina Müller
- Duitsland: Barbara Schöneberger
- Estland: Sissi Nylia Benita
- Finland: Katri Norrlin
- Frankrijk: Carla Lazzari (deelnemer Junior Eurovisiesongfestival 2019)
- Georgië: Oto Nemsadze (deelnemer Eurovisiesongfestival 2019)
- Griekenland: Manolis Gkinis
- Ierland: Ryan O'Shaughnessy (deelnemer Eurovisiesongfestival 2018)
- IJsland: Hannes Óli Ágústsson
- Israël: Lucy Ayoub (co-presentatrice Eurovisiesongfestival 2019)
- Italië: Carolina Di Domenico
- Kroatië: Ivan Dorian Molnar
- Letland: Aminata Savadogo (deelnemer Eurovisiesongfestival 2015)
- Litouwen: Andrius Mamontova (deelnemer Eurovisiesongfestival 2006)
- Malta: Stephanie Spiteri
- Moldavië: Sergej Stepanov  (deelnemer Eurovisiesongfestival 2010 en 2017)
- Nederland: Romy Monteiro
- Noord-Macedonië: Vane Markosi
- Noorwegen: Silje Skjemstad Cruz
- Oekraïne: Tetjana Resjetnjak
- Oostenrijk: Philipp Hansa
- Polen: Ida Nowakowska (co-presentatrice Junior Eurovisiesongfestival 2019 en 2020)
- Portugal: Elisa Silva
- Roemenië: Cătălina Ponor
- Rusland: Polina Gagarina  (deelnemer Eurovisiesongfestival 2015)
- San Marino: Monica Fabbri
- Servië: Dragana Kosjerina
- Slovenië: Lorella Flego
- Spanje: Nieves Álvarez
- Tsjechië: Taťána Kuchařová
- Verenigd Koninkrijk: Amanda Holden
- Zweden: Carola Häggkvist (winnaar Eurovisiesongfestival 1991)
- Zwitserland: Angélique Beldner

## Terugkerende artiesten
| Land       | Artiest                          | Plaats | Eerdere deelname | Plaats toen |
| ---------- | -------------------------------- | ------ | ---------------- | ----------- |
| Moldavië   | Natalia Gordienko                | 13     | Moldavië 2006    | 20          |
| San Marino | Senhit                           | 22     | San Marino 2011  | 16 HF       |
| Servië     | Sanja Vučić (deel van Hurricane) | 15     | Servië 2016      | 18          |